# بیدل (مونتانا)
بیدل (به انگلیسی: Biddle) شهری در ایالت مونتانا کشور ایالات متحده آمریکا است که جمعیت آن در سرشماری سال ۲۰۱۰ میلادی، ۴۱ نفر بوده‌است.